# Sven Malm (1902–1983)
Sven Gustaf Otto Malm, född 28 april 1902 i Norsborg, Botkyrka, död 10 april 1983 i Oscars församling, Stockholm, var en svensk arkitekt.

## Biografi
Sven Malm var son till Gösta Malm och Agnes Jenny Cederberg samt bror till Einar Malm. Han studerade vid Kungliga tekniska högskolan 1920–1924 och Konstakademien i Stockholm 1928–1930. Han var anställd hos Carl Westman 1924–1936 och verkade tillsammans med Sven Ahlbom som chefsarkitekt vid uppförandet av Karolinska sjukhuset 1936–1940. Han var chef för statens vattenfallsverks arkitektkontor 1939–1963, och kom härigenom att rita kraftstationerna i bland annat Harsprånget, Kilforsen, Nämforsen och Kattstrupeforsen.
Mellan 1963 och 1968 drev han egen verksamhet. Bland hans arbeten märks förutom ett flertal privathus och sportstugor även stationer vid Roslagsbanan, garage och kontorshus för Stockholms läns omnibus AB och konserthallen i Hofors. Han var ansvarig utgivare för tidskriften Palett-skrap 1930–1933. 
Sven Malm är begravd på Norra begravningsplatsen utanför Stockholm.

## Bilder

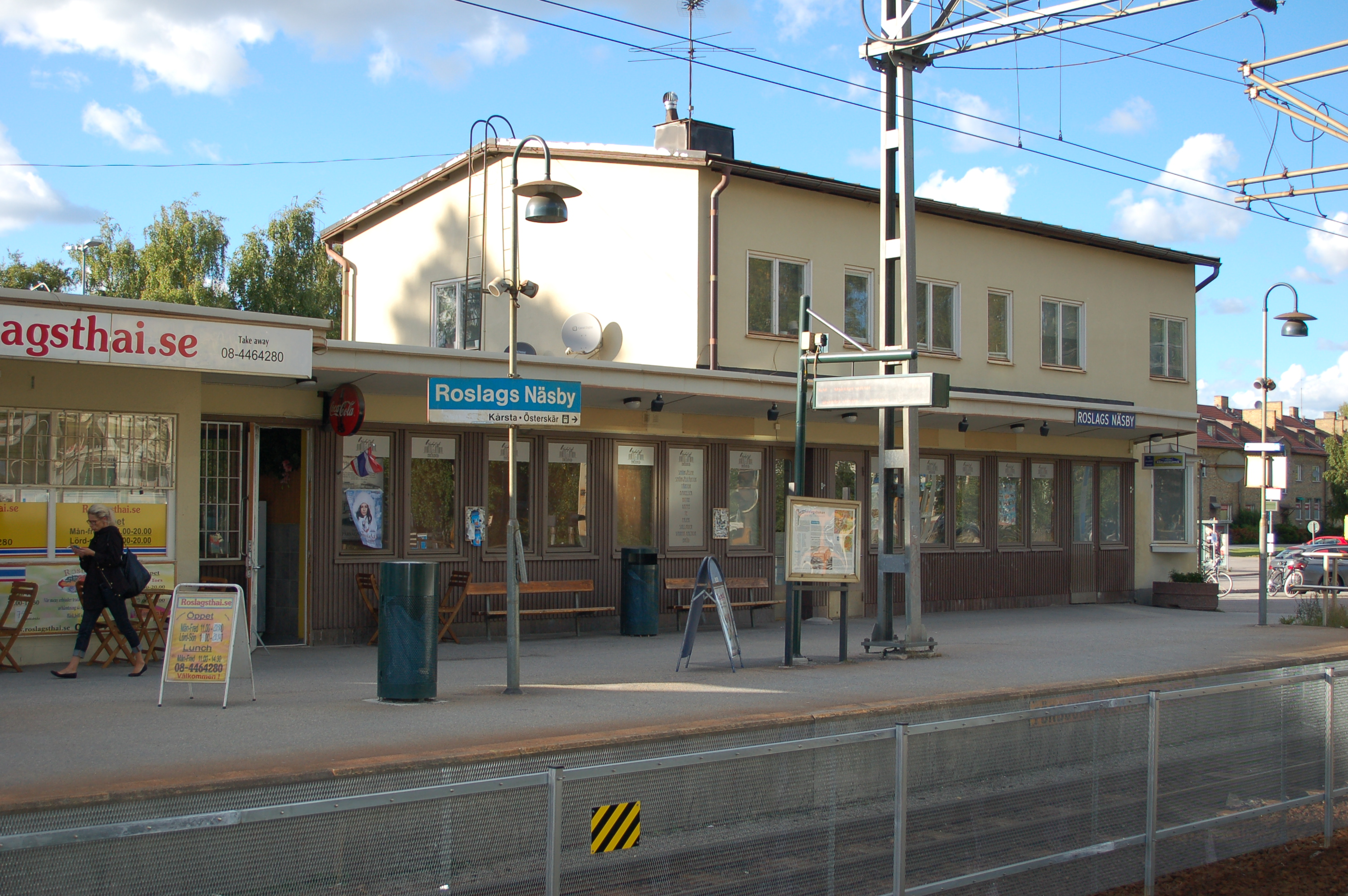
Roslags Näsby station
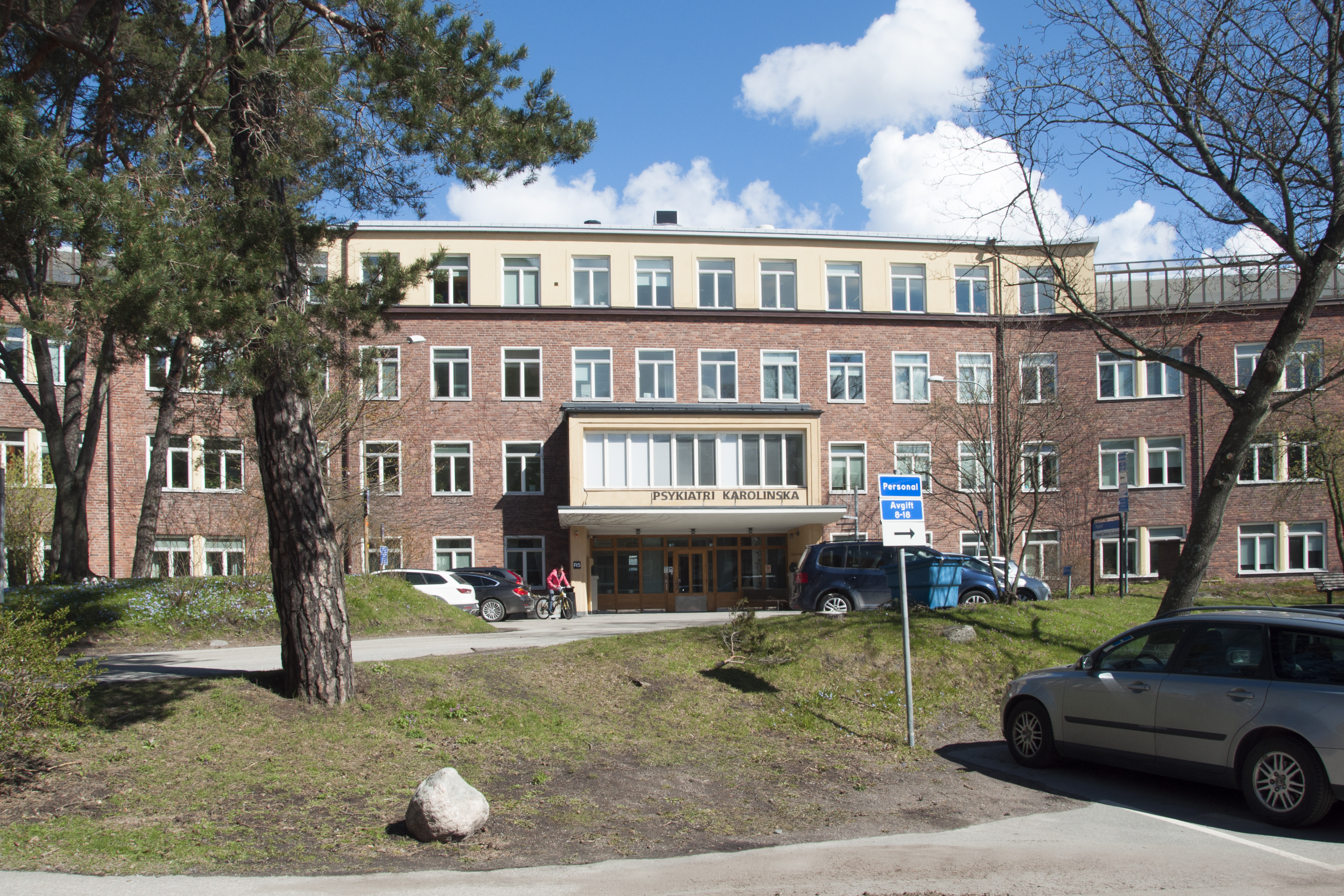
Psykiatrin, Karolinska sjukhuset
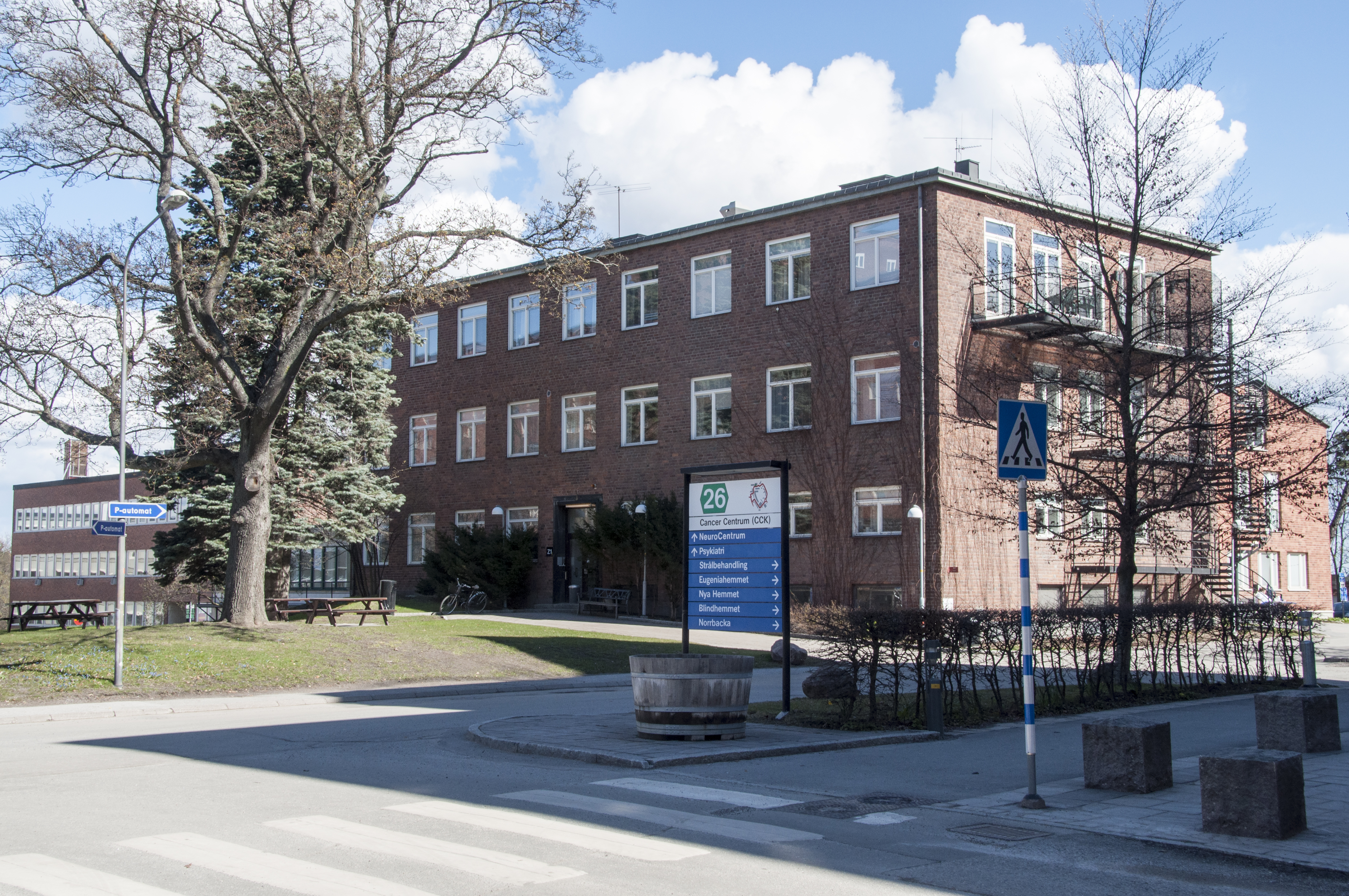
Radiofysiska institutionen, Karolinska sjukhuset
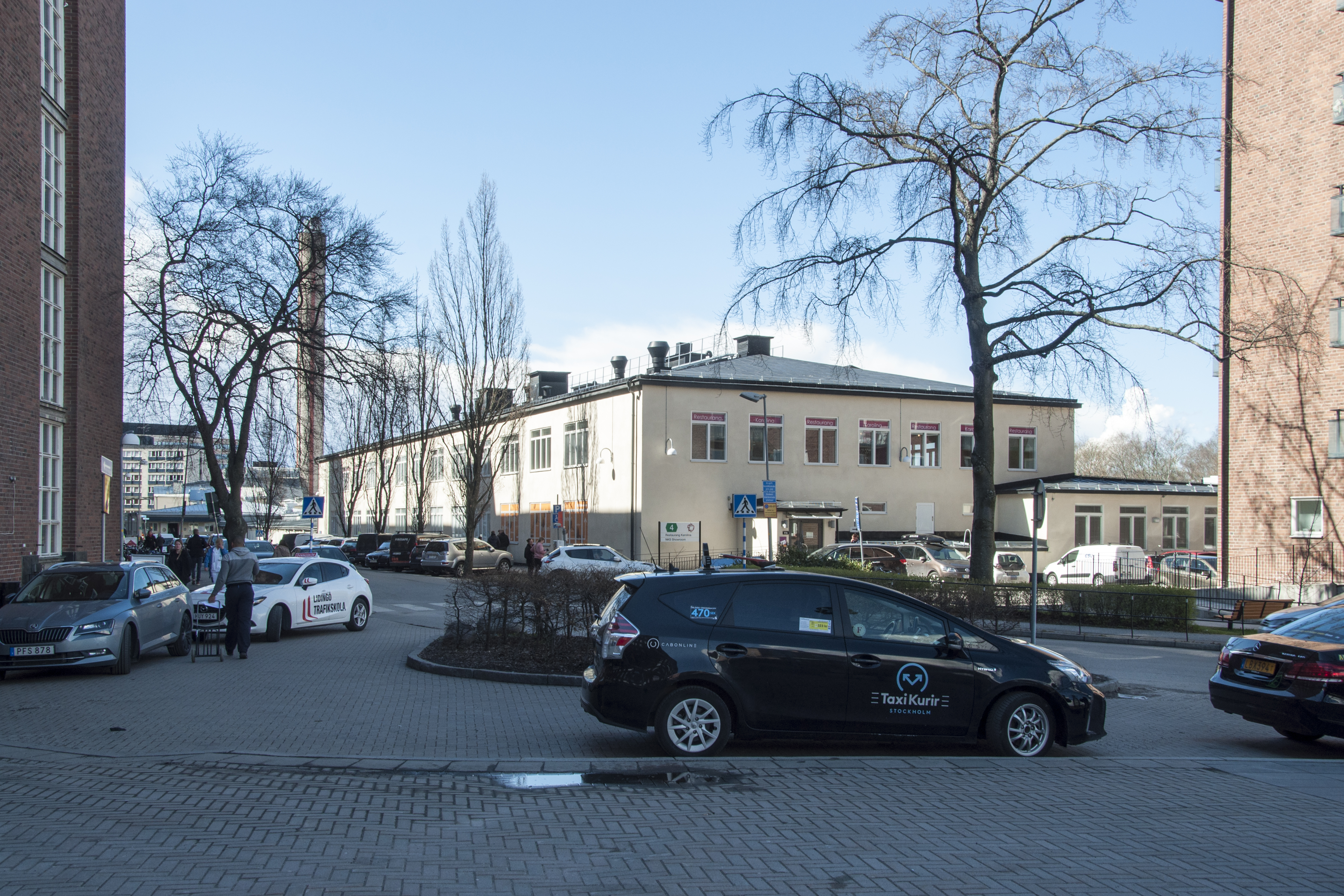
Köksbyggnad, Karolinska sjukhuset